# نوبوتوشی هیکاگه
نوبوتوشی هیکاگه (日蔭 暢年 Hikage Nobutoshi, زاده ۹ ژوئیه ۱۹۵۶) جودوکار اهل ژاپن است. او دو بار قهرمان جهان در وزن ۷۸– ک‌گ شد.
او اهل میاکو، ایواته است. وی در سن ۶ سالگی جودو را آغاز کرد.